# Марія де Наті
Марія де Наті (ісп. María de Nati; нар. 11 червня 1997, Мадрид, Іспанія) — іспанська акторка кіно і телебачення.

## Біографія
Марія де Наті народилася 11 червня 1997 року у Мадриді. 

## Фільмографія
| Рік |  | Українська назва | Оригінальна назва | Роль |
| --- |  | ---------------- | ----------------- | ---- |